# ARCAM
ARCAM (Stichting Architectuur Centrum Amsterdam; grafisch Ar C Am) is een belangenbehartiger en coördinatiecentrum voor architectuur, stedenbouw en landschapsarchitectuur in Amsterdam en omstreken.

## Geschiedenis
ARCAM werd in december 1985 op initiatief van Maarten Kloos opgericht; hij werd er directeur. Een tiental instellingen op het gebied van architectuur in en om Amsterdam smolten samen. Er was sprake van een te versnipperde kennis en kon betere gecoördineerd worden vanuit één stichting. Het was een voortvloeisel uit de stichting van het Architectuur Instituut te Rotterdam; hetgeen weer tot stand was gekomen nadat minister Elco Brinkman na onderling geruzie de knoop had doorgehakt dat het in Rotterdam zou komen. Het was de bedoeling een organisatiecentrum te starten omtrent ideeën binnen architectuur in Amsterdam, waarbij van daaruit overleg kon plaatsvinden met het instituut in Rotterdam. Voorts richtte het museum tentoonstellingen in over de architectuur in Amsterdam ten opzichte van de internationale architectuur. Een van de eerste initiatieven kwam in het kader van Amsterdam Culturele Hoofdstad van Europa in 1986. In december 1985 werd gemeentesubsidie aangevraagd.
De stichting maakte gebruik van meer financiële bronnen: donateurs, sponsors, meerdere diensten van de gemeente Amsterdam, het Amsterdams Fonds voor de Kunst en diverse andere sponsoren en subsidiënten.
ARCAM werd gevestigd in het gebouw van de Academie van Bouwkunst aan het Waterlooplein. Dat gebouw werd eind jaren negentig te klein, waarop een paviljoen bij NEMO Science Museum onder leiding van architect René van Zuuk werd omgebouwd. Sindsdien is het gevestigd aan Prins Hendrikkade 600.

## Projecten
Enkele ARCAM-projecten: De ARCAM-kaart (inmiddels door het Nirov onderhouden als Nieuwe Kaart van Nederland), Kustwaarts (2009, een kaart, een expositie en een reeks debatten over de toekomst van de driehoek IJmuiden-Zandvoort-Amsterdam), De Gouden A.A.P. (jaarlijkse uitreiking van de Amsterdamse Architectuur Prijs met bijbehorende pockets over de beste Amsterdamse gebouwen), pockets en exposities over bijvoorbeeld het Amsterdamse werk van Herman Hertzberger en met schetsen van architecten en maandelijkse lezingen in de Brakke Grond. Van 2008 tot 2011 werd ook het toenmalige Amphitrite-eiland in het Oosterdok gebruikt voor projecten van ARCAM.